# Пулен, Бенуа
Бенуа Пулен (фр. Benoît Poulain; род. 24 июля 1987 или 27 мая 1987, Монпелье) — французский футболист, защитник бельгийского клуба Эйпен.

## Карьера игрока
Бенуа родился в коммуне Пероль, где и начал свою карьеру в одноимённом молодёжном клубе. В 1999 году стал игроком молодёжного состава крупного клуба «Монпелье», однако, покинул его через три года. Став частью молодёжной команды «Латте», через год отправился в «Ним», где и стал профессиональным игроком, дебютировав за основной состав клуба в 2006 году. Дважды Бенуа с клубом достигали призовых в национальный чемпионате и получали повышение в Лигу 2. В 2014 году стал игроком бельгийского «Кортрейка».

## Достижения

### «Брюгге»
- Обладатель Суперкубка Бельгии: 2016, 2018